# Władysław Michał Dębicki
Władysław Michał Dębicki (ur. 1853 w Smardzewie, zm. 8 marca 1911 w Warszawie) – polski duchowny katolicki, publicysta, filozof, filolog klasyczny i nauczyciel.

## Życie
Urodził się w Smardzewie w okolicach Zgierza. Studiował na Wydziale Historyczno-Filoloficznym Uniwersytetu Warszawskiego, ukończonej uzyskaniem stopnia kandydata nauk. Jego rozprawa poświęcona ateńskiemu historykowi Filochorosowi została opublikowana w języku rosyjskim i nagrodzona złotym medalem .
W latach 1877–1885 był nauczycielem języków starożytnych w III Gimnazjum w Warszawie. Podjął również studia teologiczne, po ukończeniu których przyjął święcenia kapłańskie (1887). Jako kapłan pracował również w szkołach prywatnych i w II Gimnazjum w Warszawie . 
Od czasu studiów współpracował z licznymi czasopismami: Kroniką Rodzinną (1874-1901), Biblioteką Warszawską, Tygodnikiem Ilustrowanym, Kłosami, Przeglądem Katolickim, Kwartalnikiem Teologicznym. Jego artykuły podejmowały problematykę religijną i filozoficzną .

## Poglądy filozoficzne
Jego poglądy filozoficzne opierały się na myśli chrześcijańskiej, ujmowanej jednak w nieortodoksyjny sposób. Krytykował współczesny mu idealizm i agnostycyzm, za podważanie istnienia świata zewnętrznego, wartości chrześcijańskich i niezgodność ze zdrowym rozsądkiem. Poglądy te określał jako "nowoczesny sceptycyzm" i ich źródła widział w materializmie i buddyzmie . 
Opracował również własną koncepcję duszy, zgodnie z którą ma ona zdolność formowania materii (w tym ludzkiego ciała), percepcji i samowiedzy. Śmierć jest "snem świadomości", a śniąca dusza oczekuje utworzenia nowego ciała, które będzie żyło w wieczności . 
Oddziaływanie filozofii Dębickiego było niewielkie, choć jego prace spotkały się z polemikami, szczególnie ze stanowiska chrześcijańskiego, w których wskazywano na sprzeczność jego poglądów z nauką Kościoła. Największe znaczenie miały prace popularyzatorskie z zakresu nauki (w których wykazywał niesprzeczność wiedzy naukowej i chrześcijaństwa) i filozofii . 

## Dzieła

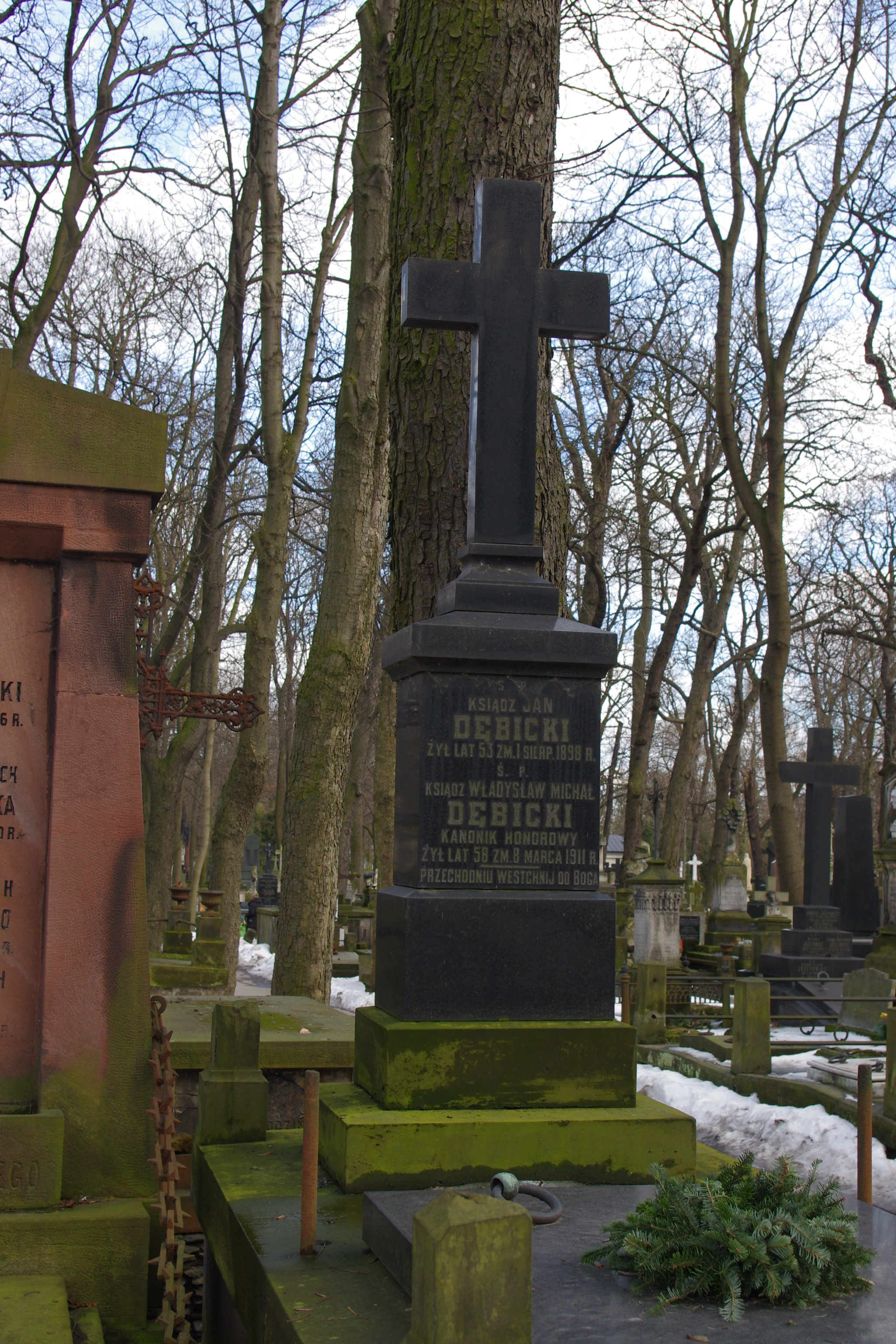
Grób Władysława Michała Dębickiego na Powązkach w Warszawie

- (1876) Myśl i słowo. Logika i gramatyka, Warszawa;
- (1876, 18872) O zasadniczych różnicach psychicznych pomiędzy człowiekiem a zwierzęciem, Warszawa;
- (1883, 18912) Nieśmiertelność człowieka jako postulat filozoficzny przyrodoznawstwa, Warszawa;
- (1885) Postęp, szczęście i przewroty społeczne, w: Niwie, wyd. osobne Warszawa 1886;
- (1895) Wielkie bankructwo umysłowe. Rzecz o nowoczesnym skrajnym sceptycyzmie naukowo-filozoficznym z dodaniem studium "Koniec wieku XIX pod względem umysłowym", Warszawa;
- (1896) Filozofia nicości. Rzecz o istocie buddyzmu, Warszawa;
- (1901) Studia i szkice religijno-filozoficzne (I-II), Warszawa.